# 黃夫人
黃夫人（？—？），《三國志》裡沒有記述其名字，民間相傳為黃月英、黃綬、黃碩，蜀漢丞相忠武侯諸葛亮之妻、名士黃承彥之女。据其父所言，其髮黃膚黑，面貌奇醜，故民间称其俗名為黃阿醜，雖然其貌不揚但博學多才且賢慧。

## 生平
當黃承彥知道諸葛亮在尋找結婚對象，就對他說：「我有一位相貌醜陋的女兒，生得黃頭髮、黑皮膚，但是才能和你相配。」結果諸葛亮對相貌不以為意，立即答應這門婚事。當時的人把這件事當作笑話，鄉間有句諺語傳開：「莫作孔明擇婦，正得阿承醜女。」
宋人追記黃夫人磨麵木人「運磨如飛」，諸葛亮向黃夫人「求傳是術」，據說木牛流馬就是受此啟發而改造。

### 传说
黄夫人博學賢慧，由於諸葛亮忙於公務，家中大小事全由她經手。後來孔明長子諸葛瞻在曹魏軍隊入侵時死守綿竹，不受威逼利誘，壯烈殉國。

### 家世
黃夫人之母的娘家蔡氏於漢朝末年為荊州甚為興旺的世家，族內女兒都嫁予當世名流。如蔡諷的姊姊嫁給太尉張溫；蔡氏的長女嫁給黃承彥為妻，幼女嫁給荊州牧劉表為妻；而黃承彥的女兒則嫁給諸葛亮爲妻。蔡氏在晉惠帝永嘉末年，宗族仍甚富強，但是後來於亂中，全族為草寇所滅。

## 家庭

### 外祖
- 蔡讽，东汉末年将领蔡瑁之父

### 父
- 黄承彦，沔南白水人（今湖北省洪湖市），中國東漢末年的荊州名士

### 母
- 蔡氏，蔡讽之女

### 夫
- 諸葛亮（181年－234年），字孔明，東漢末年徐州琅琊陽都（今山東省臨沂市沂南縣）人。三國蜀漢（季漢）丞相、政治家、軍事家，亦是戰略家、發明家。

### 子
不明，诸葛亮有一子，即諸葛瞻，但是否为黄夫人所生一直有所爭議。

## 评价
- 黄承彦：“身有丑女，黄头黑色，而才堪相配。”（《三国志·蜀书·诸葛亮传》引《襄阳记》）
- 乡谚曰：“莫作孔明择妇，正得阿承丑女。”（《三国志·蜀书·诸葛亮传》）

## 艺术形象

### 電視劇
- 1985年--亚洲电视（ATV）《諸葛亮》，由傅平平、赵慧珍飾演。
- 1985年--香港亞洲電視電視劇《諸葛亮》，由叶玉萍飾演。
- 1996年--中華電視公司電視劇《关公》，由龚慈恩飾演，剧中黄月英名为黄昏（阿楚）。
- 2001年--大陆電視劇《卧龙小诸葛》，由杨梅飾演，剧中黄月英名为黄素[註 1][5]。
- 2009年--民視無線台《終極三國》，由吳映潔飾演。
- 2011年--無綫電視翡翠台電視劇集《回到三国》，由梁嘉琪飾演。

### 電影
- 2020年--《新解釋·三國志》，由橋本環奈飾演。

### 動漫遊戲
- 《三國志》
- 《三国杀》
- 《真三國無雙系列／無雙OROCHI系列》中，黃月英为通晓器械武艺、一心陪伴在孔明身邊的贤淑美人。（光榮公司開發，笠原留美配音）
- 《少年猛將傳》中，黃月英為帶著機關鳥逃家的女孩

### 漫畫
- 2020年漫畫魔女大戰 32名異能魔女交戰廝殺（河本焰、塩塚誠（日语：塩塚誠））中作為魔女登場